# Wende
För andra betydelser, se Wende (olika betydelser).
Wende (IPA: ˈvɛndə) (tyska för vändpunkt, kursändring) kallas ofta den politiska omvälvningen i Östtyskland under dess sista år 1989–1990, då man vände sig från den auktoritära enpartistaten och dess statssocialism till parlamentarisk demokrati och närmande till Västtyskland och dess marknadsliberalism.

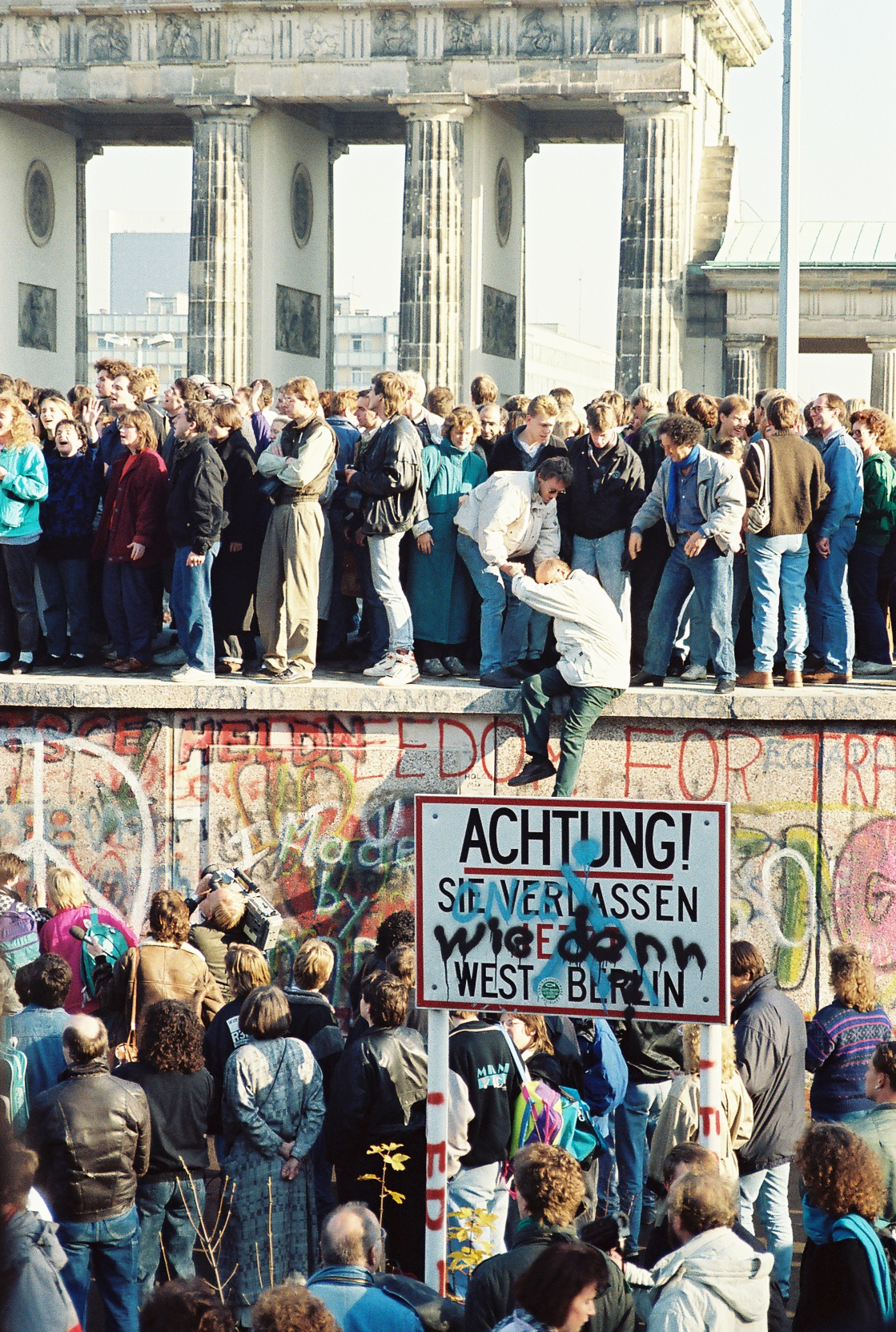
Berlinmuren vid Brandenburger Tor, november 1989

I sammanhanget kallas tiden efter die Wende ofta för Nachwendezeit (tiden efter Wende).

## Omfattande förändringar
Die Wende omfattar flera händelser som senare blivit synonyma med hela processen:
- Fredliga revolutionen, en tid av stora protester och demonstrationer (Måndagsdemonstrationerna och Alexanderplatzdemonstrationen) mot det politiska systemet i Östtyskland och för medborgarrätt och mänskliga rättigheter[4] under hösten 1989.
- Berlinmurens fall den 9 november 1989 efter en presskonferens av Politbüro där Günter Schabowski meddelade att gränskontrollerna skulle öppnas.
- Övergången till demokrati i Östtyskland efter Fredliga revolutionen, vilket ledde till Östtysklands enda demokratiska val till Volkskammer den 18 mars 1990.[5]
- Tysklands återförening med Einigungsvertrag (Återföreningsfördraget) den 31 augusti 1990, Två plus fyra-fördraget den 12 september 1990 och slutligen det före detta östtyska områdets uppgående i Västtyskland den 3 oktober 1990.

Wende medförde Tysklands återförening. Termen användes första gången offentligt för utvecklingen i Östtyskland den 18 oktober 1989, när den nytillträdde östtyske ledaren Egon Krenz höll tal, men begreppet hade redan använts på omslaget av flera västtyska dagstidningar som i Der Spiegel.
Ursprungligen syftade det på den fredliga revolutionen och slutet på den gamla östtyska regeringen, men die Wende har senare blivit synonymt med Berlinmurens och den östtyska statens fall, och så hela fallet för järnridån och östblockets statssocialism; Seit der Wende – "sedan återföreningen", "sedan muren föll" eller "sedan förändringen".
Denna period präglas också av västtyskt bistånd till Östtyskland, totalt motsvarande 775 miljarder amerikanska dollar på 10 år. Tyskland är fortfarande i "Nachwendezeit" (period efter vändpunkten), då olikheter mellan öst och väst finns kvar, och processen med "inre återförening" ännu inte anses avslutad.